# 알렉사 (가수)
알렉사(AleXa, 1996년 12월 9일 ~ )는 미국의 가수, 댄서로, 대한민국을 기반으로 활동하고 있다. 알렉스 크리스틴(Alex Christine)으로도 알려져 있다.
2017년, 경연 프로그램 《라이징 레전드》(Rising Legends)에 참가했다. 2018년, 쟈니브로스와 계약을 맺고 약 2년 6개월 간 연습생 생활을 하였으며, 이 기간중 엠넷의 아이돌 경연 프로그램 《프로듀스 48》에 참가해 이름을 알리기 시작했다. 2019년 10월, 데뷔 싱글 "Bomb"을 발매하며 가수 데뷔했다. 2022년, NBC의 음악 경연 프로그램 《아메리칸 송 콘테스트》에 오클라호마주 대표로 참가해 최종 우승을 했다. 참가곡은 "Wonderland"였다.

## 음반 목록

### EP
- Do or Die (2020)
- Decoherence (2020)

## 수상 목록
- 2022년 2022 K 글로벌 하트 드림 어워즈 K 글로벌 라이징 스타상
- 2022년 아시아 아티스트 어워즈 가수 부문 아이콘상